# Crónica bohemia

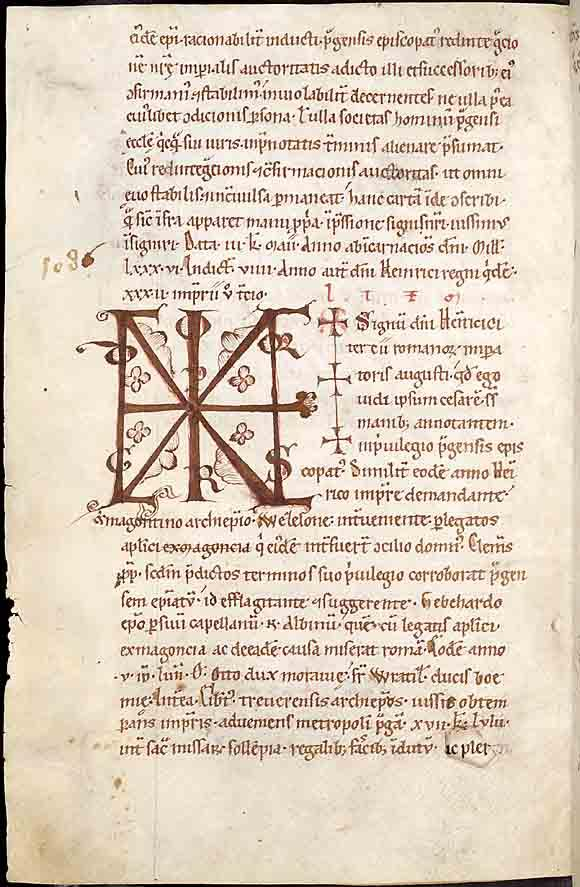
Página de la Crónica bohemia

La Crónica bohemia, también Crónica checa (Chronica Boemorum; en checo Kosmova kronika česká, también Kosmova Kronika Čechů) es una crónica medieval que trata la historia de Bohemia, escrita por el historiador Cosmas de Praga en los años 1119-1125. 

## Estructura y significado
La Crónica bohemia, que también refleja la historia de Moravia, es la narración analística más antigua conocida sobre la historia de Bohemia, que se convirtió en fuente e inspiración para los autores posteriores. Aborda primero la prehistoria de Bohemia basada en mitos y leyendas.  Retrata el mito de la llegada de la tribu al país y registra los nombres y los hechos de los primeros gobernantes legendarios. Seguidamente describe la historia del país bajo el dominio de los Premislidas hasta 1125. En su escritura se tomaron en cuenta las condiciones de la iglesia en ese momento y las principales fuentes disponibles en ese momento. 
La Crónica bohemia comprende tres libros: 
- El primero comienza con la legendaria prehistoria de Bohemia (el ancestral Chec) y se extiende hasta el primer duque cristiano Borivoj I y luego al reinado de Bretislao I en 1034.
- El segundo libro se vuelve más histórico. Cubre el período hasta 1092, cuando comenzó el reinado de Bretislao II.
- El tercer libro cubre el período hasta los últimos años del autor.

A pesar de algunas inconsistencias cronológicas y de contenido, la crónica se convirtió en el trabajo estándar de la historiografía medieval bohemia. Fue continuada por Vincente de Praga y el abad Jarloch de Milevsko y otros cronistas hasta 1283; ambos probablemente estaban relacionados con el cabildo de la catedral de Praga. Fue utilizado como fuente por los cronistas bohemios posteriores (Pedro de Zittau, Francisco de Praga, Benes Krabice z Veitmile) y también influyó en las crónicas bohemias posteriores de la Edad Media. Se conserva en 15 manuscritos .

## Descripción de los límites de la diócesis de Praga (1086)
Para el año 1086, se reproduce una carta del emperador Enrique IV dado a la diócesis de Praga, en la que se describen los límites de la diócesis en función de las características geográficas y las tribus vecinas más pequeñas. Este documento es de particular interés para los checos, pero también para la investigación de la historia nacional de Polonia, ya que las tribus individuales solo se mencionan aquí y, por lo tanto, permite una mirada a las condiciones territoriales en el momento de la fundación de la diócesis, en 973.

## Ediciones
Latín
- Bertold Bretholz und Wilhelm Weinberger (ed.): «Scriptores rerum Germanicarum», Nova series 2: Die Chronik der Böhmen des Cosmas von Prag (Cosmae Pragensis Chronica Boemorum). Berlin 1923 (Monumenta Germaniae Historica, Digitalisat)

Alemán
- G. Grandaur, Des Dekans Cosmas Chronik von Böhmen, (Geschichtschreiber der deutschen Vorzeit, 65) 1941, 3. Aufl.
- F. Huf, Cosmas von Prag, Die Chronik Böhmens, (Historiker des deutschen Altertums), Essen 1987

Inglés
- L. Wolverton, Cosmas of Prague. The Chronicle of the Czechs, Washington 2009